# Trollius miyabei
Trollius miyabei är en ranunkelväxtart som beskrevs av Siplivinskii. Trollius miyabei ingår i släktet smörbollssläktet, och familjen ranunkelväxter. Inga underarter finns listade i Catalogue of Life.